# Timbuktu (film)
Pour les articles homonymes, voir Timbuktu.
Pour plus de détails, voir Fiche technique et Distribution.
Timbuktu, parfois sous-titré Le Chagrin des oiseaux, est un film dramatique franco-mauritanien, réalisé par Abderrahmane Sissako, sorti en 2014.
Le film est d'abord présenté en sélection officielle au festival de Cannes 2014, où il est le seul long métrage africain en compétition et où il remporte le Prix du jury œcuménique et le Prix François-Chalais récompensant les valeurs du journalisme. Il est ensuite récompensé par sept Césars en 2015, dont ceux du meilleur film et du meilleur réalisateur. Il est également nommé à l'Oscar du meilleur film en langue étrangère lors de la cérémonie de 2015.

## Synopsis

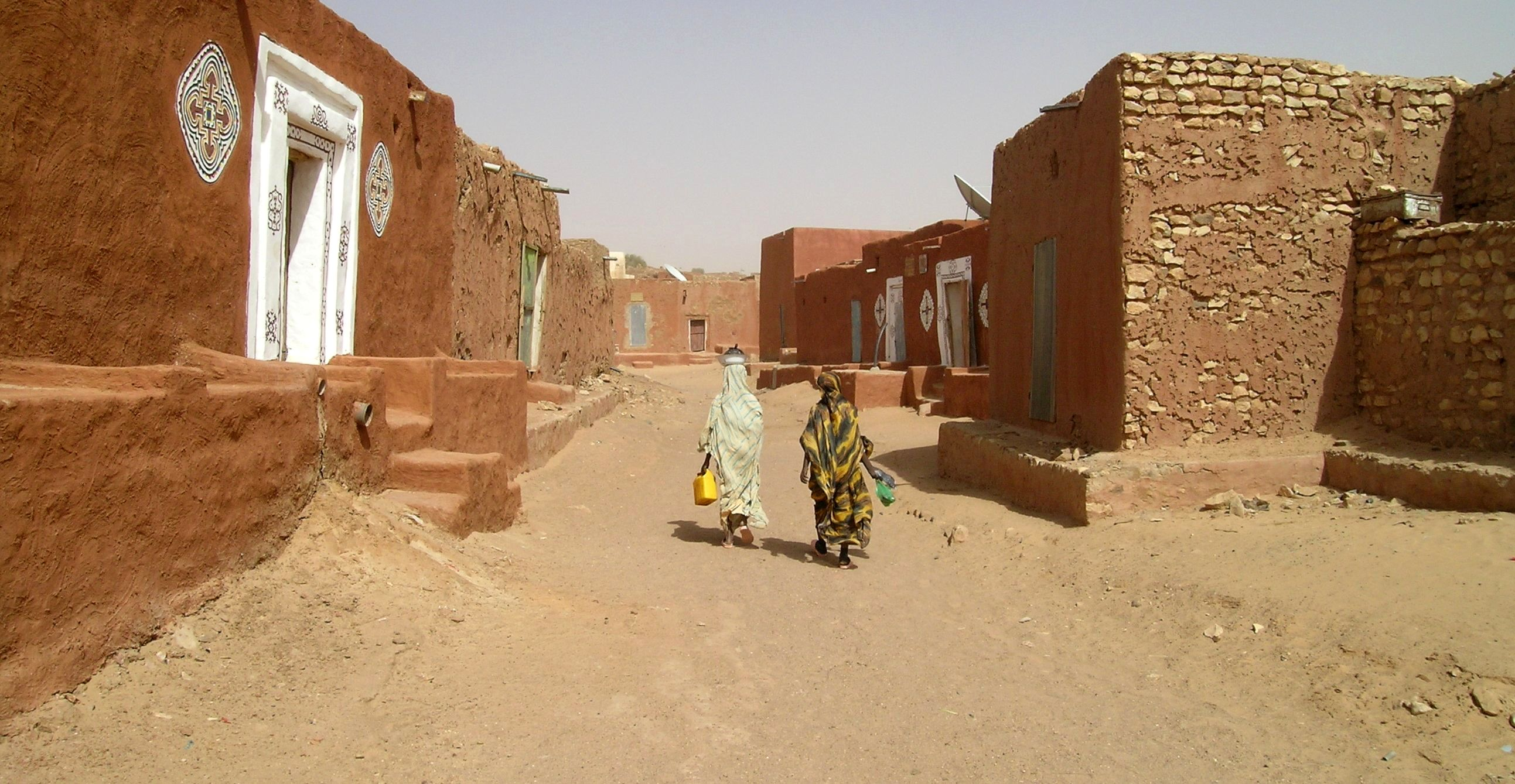
Rues de Oualata, où ont été tournées plusieurs scènes.

Au Mali, des islamistes envahissent la ville de Tombouctou et y imposent la charia. Ils bannissent la musique, le football, les cigarettes, procèdent à des mariages forcés, persécutent les femmes et improvisent des tribunaux qui rendent des sentences injustes et absurdes. Malgré la férocité de leur répression, la population résiste avec courage, souvent au nom d'une autre conception de l'islam.
Kidane est un éleveur touareg vivant dans le désert avec sa femme et sa fille. D'abord épargnée, sa famille va bientôt subir les nouvelles lois islamiques, à l'occasion d'un conflit avec un autre habitant.

## Fiche technique
- Titre : Timbuktu
  - Sous-titre : Le Chagrin des oiseaux[2]
- Réalisation : Abderrahmane Sissako
- Scénario : Abderrahmane Sissako et Kessen Tall
- Musique : Amine Bouhafa
- Photographie : Sofian El Fani
- Montage : Nadia Ben Rachid
- Production : Sylvie Pialat, Rémi Burah, Etienne Comar
- Sociétés de production : Les Films du Worso et Arches Films, en association avec Indéfilms 2
- Pays de production :  France et  Mauritanie
- Langues originales : Tamasheq, arabe, français, songhaï, bambara, anglais
- Format : couleur - 2,35:1 - son stéréo 5.1
- Genre : Drame
- Durée : 97 minutes
- Dates de sortie :
  - France : 16 mai 2014 (Festival de Cannes) ; 10 décembre 2014 (sortie nationale)
  - Belgique : 17 décembre 2014
- Classification :
  - États-Unis : PG-13
  - France : Tout publics

## Distribution
- Ibrahim Ahmed dit Pino : Kidane
- Toulou Kiki : Satima
- Abel Jafri : Abdelkrim
- Fatoumata Diawara : Fatou, la chanteuse
- Hichem Yacoubi : un djihadiste
- Kettly Noël : Zabou
- Layla Walet Mohamed : Toya
- Adel Mahmoud Cherif : l’imam de Tombouctou
- Salem Dendou : le chef djihadiste

## Production
Le cinquième film de Sissako est inspiré par l'histoire vraie d'un jeune couple non-marié qui a été lapidé par des islamistes dans une région du nord du Mali appelée Aguel'hoc. Pendant l'été 2012, le couple a été amené au centre de son village, placé dans deux trous creusés dans le sol, et lapidé jusqu'à ce que mort s'ensuive devant des centaines de témoins,,,.
Selon le journaliste Nicolas Beau, Sissako voulait au départ réaliser un film sur l'esclavage en Mauritanie, ce que refusait son président Mohamed Ould Abdel Aziz. Sissako aurait alors accepté de réaliser un film sur les djihadistes, avec le soutien du régime mauritanien qui a fourni des moyens financiers et humains.
À la suite d'un attentat à Tombouctou, le tournage se déroule à Oualata (Mauritanie), sous protection de l'armée mauritanienne. Peu avant la présentation du film à Cannes en 2014, Abderrahmane Sissako est reparti à Tombouctou avec une petite équipe afin de rajouter quelques plans au dernier moment.

## Accueil critique
Pour Télérama, le film est une œuvre réfléchie et de courage en réaction à l'occupation de la ville de Tombouctou par les djihadistes en 2012, et a comme qualités « l'intelligence, l'esprit, l'humour, le raffinement, la beauté ». Il devait d'ailleurs être projeté au festival Ramdam en janvier 2015 en Belgique, mais a été déprogrammé en raison de menaces terroristes. Pour Le Monde, l'intelligence du film est de ne pas diaboliser les bourreaux, mais de les remettre à leur place d'hommes, « grotesques, sinistres et hypocrites ».

## Polémiques
Selon Le Monde, « le succès critique et public de Timbuktu a été terni par des polémiques sur la rémunération de plusieurs acteurs, figurants et auteurs du scénario ». Layla, la petite fille Touareg qui joue le rôle de Toya, est recrutée dans un camp de réfugiés et n'est payée que 600 euros pour deux semaines de tournage, selon les affirmations de sa famille et de membres de l'équipe du film.
De nombreuses scènes du film s'inspirent d'images tournées en 2012 par le journaliste mauritanien Lemine Ould Mohamed Salem. Ce dernier travaille alors avec François Margolin pour un documentaire qui sort en 2016 sous le titre de Salafistes. Abderrahmane Sissako est initialement associé au projet, mais il s'en retire en décembre 2012. Par la suite, il s'inspire des images de Lemine Ould Salem pour réaliser Timbuktu. Ainsi selon Le Monde ; « Comme le documentaire Salafistes, le film Timbuktu s’ouvre sur une séquence de djihadistes qui chassent une gazelle à bord d’un 4 × 4, en tirant des rafales de kalachnikov. Comme dans Salafistes, on retrouve Zabou, une ancienne danseuse du Crazy Horse revenue à Tombouctou où elle est considérée comme folle ou mystique, et résiste à sa manière aux djihadistes ». Cela vaudra parfois à Sissako des accusations de « pillage » ou de « plagiat »,,,.

## Distinctions

### Récompenses
- Festival de Cannes 2014 : Prix du jury œcuménique et Prix François-Chalais (sélection officielle)[18]
- Festival international du film francophone de Namur 2014 : Bayard d'or du meilleur film, Bayard d'or du meilleur scénario et Prix du jury junior
- Grand prix de l'Union de la critique de cinéma
- Prix Humanum 2014 de l'UPCB / UBFP - Union de la presse cinématographique belge
- Prix Lumières du meilleur film et du meilleur réalisateur à la 20e cérémonie des Prix Lumières
- Prix du meilleur film français du syndicat de la critique de cinéma 2014
- César 2015[19]
  - Meilleur film
  - Meilleur réalisateur
  - Meilleur scénario original
  - Meilleure photographie
  - Meilleure musique
  - Meilleur montage
  - Meilleur son
- Globes de Cristal 2015 : Meilleur film
- New York Film Critics Circle Awards 2015 : Meilleur film en langue étrangère
- Trophées francophones du cinéma 2015 : Trophée francophone du long-métrage de fiction
- London's Favourite French Film 2015 : Premier prix

### Nominations et sélections
- AFI Fest 2014 : sélection « World Cinema »
- Festival du film de Sydney 2014
- Festival international du film de Toronto 2014 : sélection « Masters »
- Oscars du cinéma 2015 : meilleur film en langue étrangère[20], représentant la Mauritanie[21]
- Satellite Awards 2015 : meilleur film en langue étrangère
- Césars 2015 : Meilleurs décors